# Atlasgrünspecht

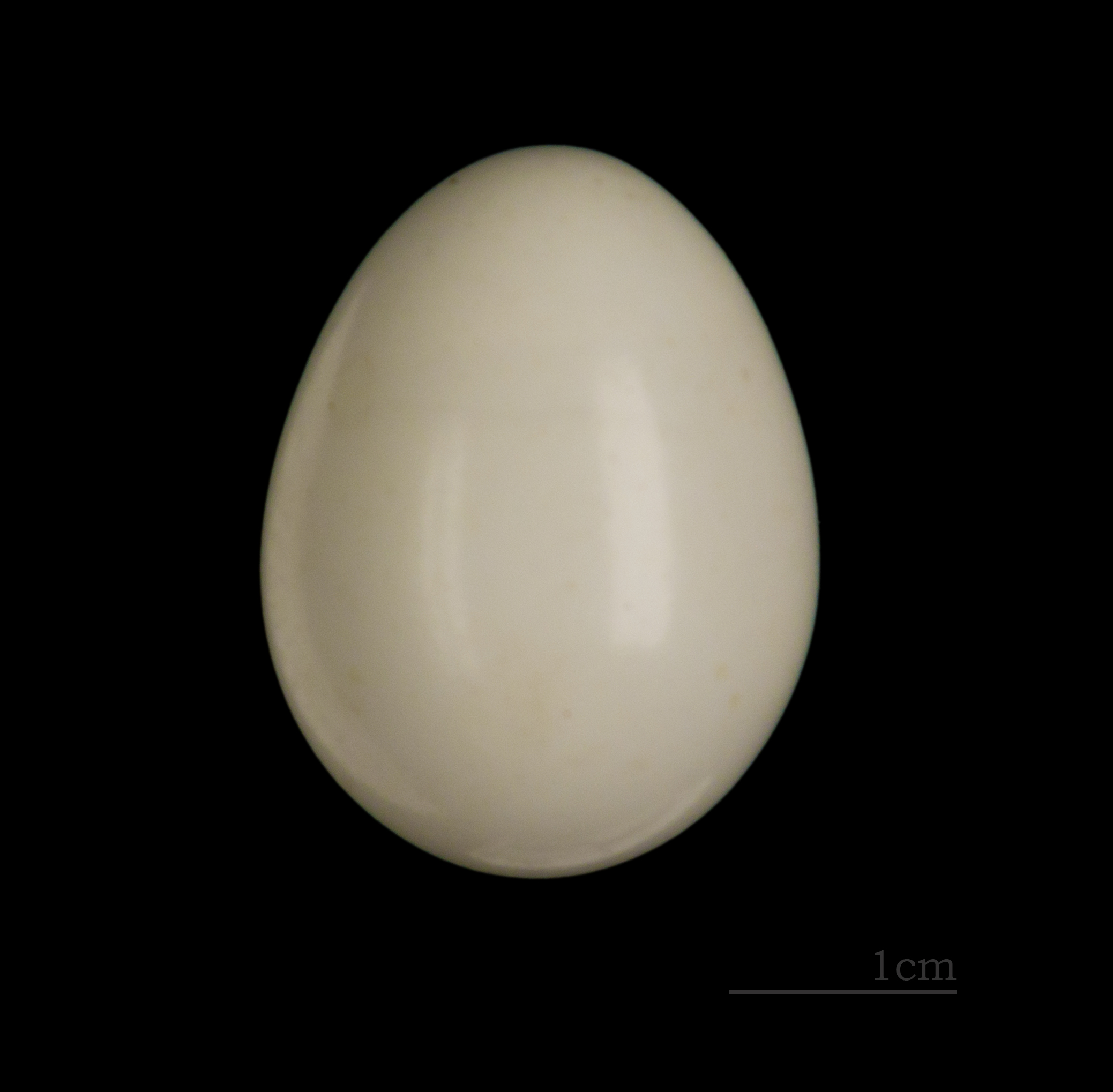
Ei des Atlasgrünspechts

Der Atlasgrünspecht  (Picus vaillantii) ist eine Vogelart aus der Familie der Spechte (Picidae). Er galt lange als Unterart des Grünspechts, wird heute jedoch als eigenständige Art betrachtet. Die mittelgroße Spechtart besiedelt ein relativ kleines Gebiet in Nordafrika, das Nordwest-Marokko, Nord-Algerien sowie den Nordwesten Tunesiens umfasst. Der Atlasgrünspecht bewohnt montane Laub- und Mischwälder.
Die Art gilt als lokal verbreitet und recht häufig. Angaben zum Bestandstrend gibt es nicht, der Bestand gilt jedoch zumindest nicht als schnell rückläufig. Der Atlasgrünspecht wird von der IUCN daher als  (=least concern – nicht gefährdet) eingestuft.

## Beschreibung
Der Atlasgrünspecht ist ein typischer Vertreter der Gattung Picus und ähnelt in Habitus und Färbung dem auch in Mitteleuropa heimischen Grünspecht. Es sind mittelgroße Spechte mit einer undeutlichen Federhaube, einem steifen, langen Schwanz und einem langen, leicht meißelförmig zugespitzten und an der Basis breiten Schnabel. Der Schnabelfirst ist leicht nach unten gebogen. Die Körperlänge beträgt 30–33 cm, die Flügellänge 154–170 mm. Sie sind damit nur unwesentlich kleiner als ein Grünspecht. Die Art zeigt hinsichtlich der Färbung einen deutlichen Geschlechtsdimorphismus.
Beim Männchen sind der gesamte Rücken, die Schirmfedern und die Armdecken leuchtend gelblich grün. Der Bürzel ist leuchtend gelb; die Oberschwanzdecken sind ebenfalls leuchtend gelb mit grünen Basen. Die Handdecken und -schwingen sind schwärzlich, die inneren Handschwingen zeigen grüne Säume. Innen- wie Außenfahnen weisen eine weiße, bandartige Fleckung auf. Die Armschwingen haben grüne Außenfahnen mit einem Goldton, die Innenfahnen sind auf schwärzlichem Grund etwa über die halbe Breite ebenfalls weiß gebändert. Die Schwanzoberseite ist schwärzlich mit grünen Säumen, die mittleren Steuerfedern und gelegentlich auch die übrigen zeigen eine schwache helle Bänderung.
Die Brust ist gelbgrün, die übrige Rumpfunterseite gelblich weiß. Die hinteren Flanken, der Unterbauch und die Oberschwanzdecken zeigen auf diesem Grund eine deutliche olivgraue bis grünliche pfeilspitzenartige Zeichnung oder Querbänderung. Die Unterflügel sind grau und weiß gebändert, die Unterflügeldecken zeigen einen gelben oder grünen Ton. Der Unterschwanz ist ähnlich wie der Oberschwanz gefärbt, die äußeren Steuerfedern sind jedoch heller und deutlich gebändert.
Stirn, Oberkopf und Nacken sind rot, die Augenumgebung und die Ohrdecken graugrün. Der sehr kräftige und deutlich abgesetzte Bartstreif ist einfarbig schwarz und nach oben deutlich schmal weiß begrenzt. Kinn und Kehle sind einfarbig grau-weißlich, häufig mit einem leichten Grünton. Die Halsseiten sind wie die Brust gelbgrün.
Der Schnabel ist dunkelgrau oder bräunlich schwarz, die Basis des Unterschnabels heller und eher grünlich. Beine und Zehen sind olivgrau. Die Iris ist weiß oder weißlich und zeigt insgesamt einen Rosaton oder einen rosafarbenen Außenring.
Beim Weibchen ist der Oberkopf überwiegend schwärzlich grau, die rote Partie ist auf den Nacken und die hinteren Oberkopfseiten beschränkt.

## Lautäußerungen
Die Lautäußerungen ähneln sehr denen des Grünspechts. Die meisten Rufe sind wie bei diesem Varianten von „kyack“ oder „kewk“- Lauten, die einzeln oder in lockeren Serien geäußert werden. Bei Begegnungen mit Artgenossen sind die Rufe explosiver etwa wie „kyik, kyik, kyik…“. Der bekannteste Ruf ist ein lachendes, etwas ansteigendes „klew-klew-klewk“. Verglichen mit dem Grünspecht sind alle diese Laute weniger kräftig und mehr pfeifend, die Rufreihen sind schneller und deren Tonhöhe mehr gleichbleibend. Atlasgrünspechte trommeln zudem häufiger als Grünspechte, die Trommelwirbel dauern 1,0–1,5 Sekunden.

## Verbreitung und Lebensraum
Diese Spechtart besiedelt ein relativ kleines Gebiet in Nordafrika, das Nordwest-Marokko, Nord-Algerien sowie den Nordwesten Tunesiens umfasst. Die Größe des Gesamtverbreitungsgebietes ist nicht bekannt.
Atlasgrünspechte bewohnen montane Laub- und Mischwälder, die aus Zedern, Steineiche (Quercus ilex), Tannen und Pappeln bestehen. Die Art kommt dort vor allem auf Lichtungen oder Kahlschlägen in Höhen zwischen 950 und 2600 m vor, die Höhenverbreitung reicht bis zur Baumgrenze.

## Bestand und Gefährdung
Angaben zur Größe des Weltbestandes sind nicht verfügbar. Die Art gilt als lokal verbreitet und recht häufig. Angaben zum Bestandstrend gibt es ebenfalls nicht, der Bestand gilt jedoch zumindest nicht als schnell rückläufig. Der Atlasgrünspecht wird von der IUCN daher als ungefährdet („least concern“) eingestuft.

## Unterarten
Die Art gilt als monotypisch.

## Etymologie und Forschungsgeschichte
Die Erstbeschreibung des Atlasgrünspechts erfolgte 1847 durch Alfred Malherbe unter dem Namen Chloropicus Vaillantii. Das Typusexemplar wurde bei Annaba nahe des Djebel Edough gesammelt. Bereits 1758 führte Carl von Linné die Gattung Picus ein. Das Wort ist das lateinische Wort für Specht. Laut römischer Mythologie wurde Picus von Kirke in einen Specht verwandelt. Oft findet sich in der Literatur, dass der Artname Jean Jacques Rousseau Levaillant (1793–1877) gewidmet sei. Malherbe verwies aber in seiner Originalbeschreibung darauf, dass der Name für den berühmten reisenden Naturforscher, der lange in Metz lebte vergeben wurde. Somit ehrt der Name dessen Vater François Levaillant (1753–1824), da Jean Jacques Rousseau Levaillant nie in Metz lebte.